# Gornja Radgona
Gornja Radgona (in tedesco Oberradkersburg, in ungherese Felsőregede) è un comune di 12 416 abitanti della Slovenia nord-orientale, al confine con l'Austria, sulle rive del fiume Mura. Di fatto rappresentava un caposaldo in difesa della città di Bad Radkersburg, posta sull'altra sponda del fiume Mura in Austria. La città divenne un'entità amministrativa autonoma nel 1919 quando la regione della Stiria venne divisa tra l'Austria e la Slovenia.

## Storia
La località si sviluppa ai piedi di una collina dominata da un castello ed è menzionata per la prima volta nel 1211 come Rategoyspruch. Il castello, dopo essere stato assalito sia dai Turchi che dagli Ungari venne danneggiato gravemente da un'inondazione nel 1605.
Gornja Radgona ricevette lo stato di mercato nel 1907, e quello di città dopo il secondo conflitto mondiale.
Durante la guerra per l'indipendenza della Slovenia (1991) vi furono degli scontri armati per il possesso del valico confinario della località.
Nel 2006 parte del territorio è andato a formare il nuovo comune di Apače.

## Società

### Lingue e dialetti
| %     | Ripartizione linguistica (gruppi principali) |
| ----- | -------------------------------------------- |
| 0,04% | madrelingua italiana                         |
| 96,2% | madrelingua slovena                          |

## Monumenti e luoghi d'interesse
- Radgonski grad (in tedesco Schloss Oberradkersburg). Il castello della cittadina fu costruito nel 1211, ricostruito più volte, ed è nella conformazione attuale dal 1775, grazie ai lavori di abbellimento del conte Herbstein. Nel 1931, l'ultimo proprietario, il conte Chorinsky, lo vendette all'amministrazione pubblica. Nella sua area sono stati ritrovati dei reperti risalenti alla cultura dei campi di urne.

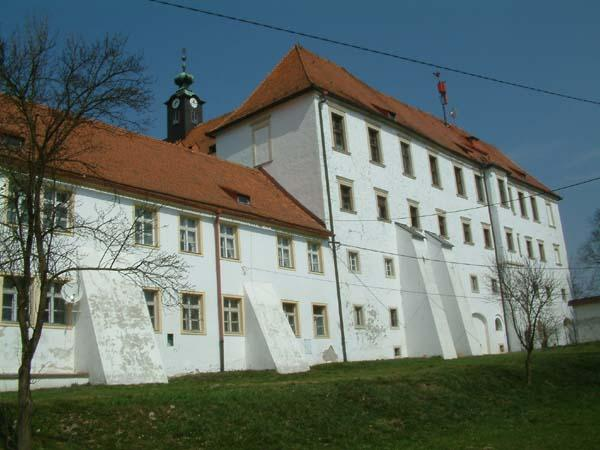
Il Castello

## Economia
La località è sede di un'importante Fiera Internazionale dell'Agricoltura AGRA, ed è un rinomato centro agricolo e vitivinicolo (vino Penina).